# Jaltomata sanctae-martae
Jaltomata sanctae-martae är en potatisväxtart som först beskrevs av Friedrich August Georg Bitter, och fick sitt nu gällande namn av C.E. Benitez de Rojas. Jaltomata sanctae-martae ingår i släktet jaltomator, och familjen potatisväxter. Inga underarter finns listade i Catalogue of Life.